# 사네노부 노리아키
사네노부 노리아키(일본어: 実信 憲明, 1980년 5월 7일 ~ )는 일본의 전 축구 선수이다.

## 구단 경력
과거 가이나레 돗토리에서 활동하였다.